# Ernst Suter
Pour les articles homonymes, voir Suter.
 (avril 2024).
Ernst Suter (né le 16 juin 1904 à Bâle, mort le 30 avril 1987 à Aarau) est un sculpteur et céramiste suisse.

## Biographie
Ernst Suter naît le 16 juin 1904 à Bâle. Il est originaire de la même ville, d'Aarau, dans le canton d'Argovie, et de Kölliken, dans la même canton.
Il fait  un apprentissage de sculpteur auprès de Jakob Probst (de). Il se rend à Paris en 1923 pour poursuivre ses études. Il y travaille pour Aristide Maillol à Marly-le-Roi. 
Il retourne à Bâle en 1934, puis s'installe en 1946 à Aarau, dans le canton d'Argovie.

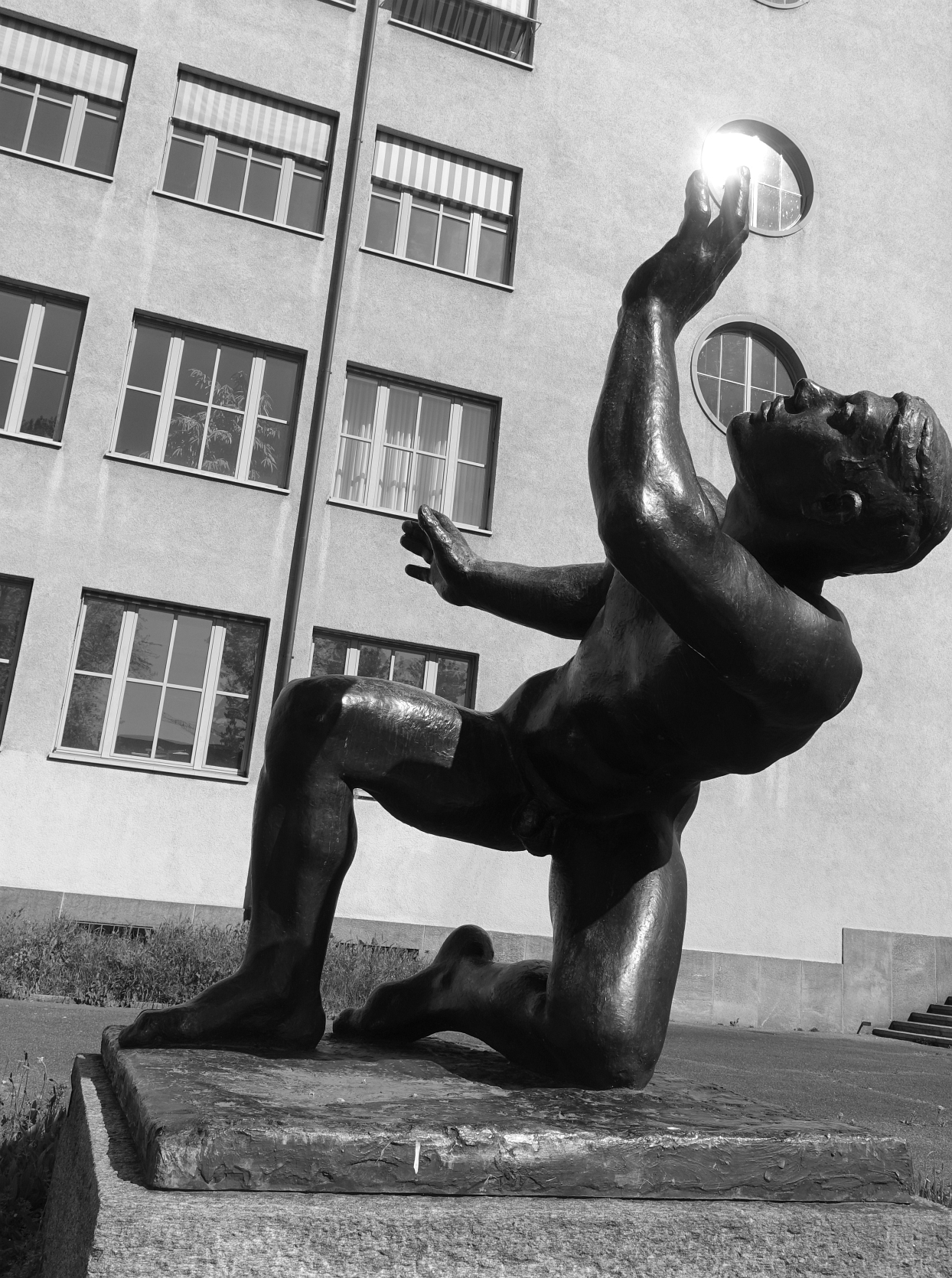
Lutte avec l'ange, 1947.

Il meurt le 30 avril 1987 à Aarau.